# Cornelis Bolsius
Cornelis Bolsius ('s-Hertogenbosch, 22 maart 1722 - Eindhoven, 21 december 1778) is een voormalig burgemeester van de Nederlandse stad Eindhoven. Bolsius werd geboren als zoon van Johannes Bolsius en Hendrica Dirks.
Hij was burgemeester van Eindhoven in 1770 en 1771. 
Hij trouwde ca 1747 met Joanna Elisabetha Van Ravensteijn, dochter van Joannes van Ravesteijn en Mechlina Cuijpers, gedoopt te 's-Hertogenbosch op 21 juni 1726, begraven in Eindhoven op 3 februari 1806. 